# Europees Audiovisueel Observatorium

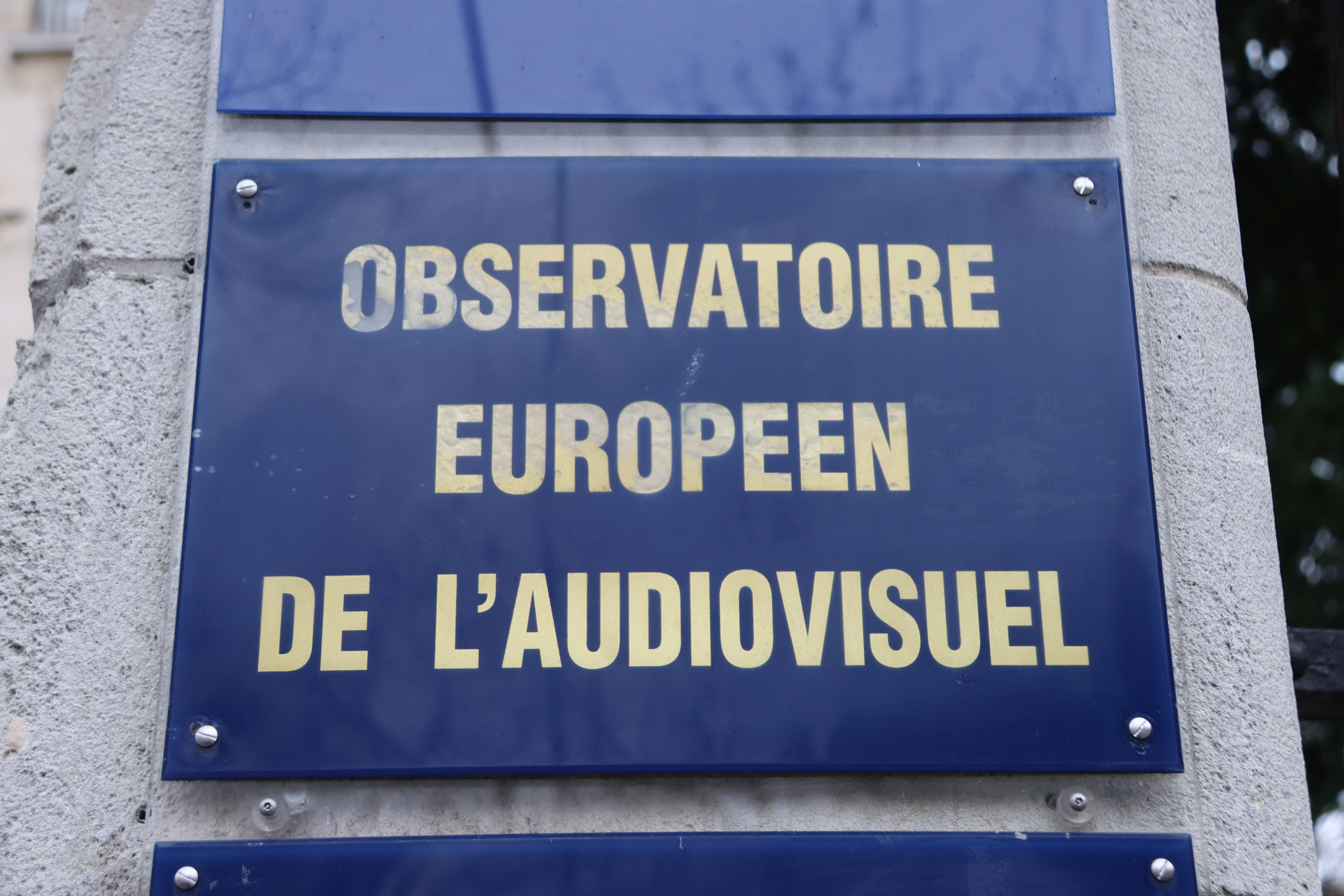
Naambord op het kantoor van het Europees Audiovisueel Observatorium in Straatsburg

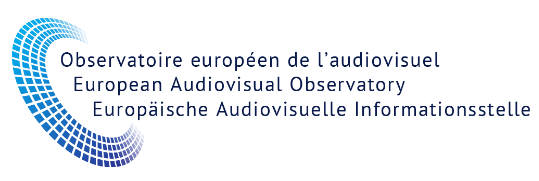
Logo

Het Europees Audiovisueel Observatorium is een orgaan van de Raad van Europa in Straatsburg. De organisatie verzamelt en verspreidt informatie over de audiovisuele industrie (film, televisie, radio) in Europa. Het geeft een vergelijkend overzicht van de audiovisuele industrie en gedetailleerde analyses van de nationale audiovisuele industrieën.
Het Europees Audiovisueel Observatorium werd opgericht in 1992. Bij de organisatie zijn 35 lidstaten en ook de Europese Unie zelf aangesloten.